# Huigobio chenhsienensis
Huigobio chenhsienensis е вид лъчеперка от семейство Шаранови (Cyprinidae).

## Разпространение
Видът е разпространен в Китай (Гуандун, Гуанси, Гуейджоу, Джъдзян, Дзянси, Хунан и Юннан).